# Draco (videogioco)
Draco è un videogioco arcade del 1981 sviluppato da EFOSA (Electrónica Funcional Operativa S.A.) e pubblicato da Cidelsa. In esso viene impersonato un umanoide che si avventura per Draco, un immaginario pianeta popolato da robot, con l'obiettivo di impossessarsi dei suoi tesori.

## Modalità di gioco
Draco è uno sparatutto a schermata fissa il cui gameplay è ispirato a Berzerk della Stern Electronics. Il giocatore controlla un umanoide che spara col suo raggio laser sia a orde di agguerriti robot che a dei tesori (punti vari), questi ultimi in modo da raccoglierli. L'umanoide dispone però di una quantità limitata di energia (visualizzata dalla barra nella parte inferiore dell'interfaccia), esaurita la quale perde una vita.
Un livello del gioco è articolato in cinque fasi. La prima è ambientata in un'area aperta, ove sono piazzati nove tesori accerchiati da mattoncini colorati che l'umanoide deve distruggere, prestando attenzione ai robot. Una volta fatto l'umanoide passa alla seconda fase, dove attraversa un labirinto infestato da robot cercando di raggiungere il grande tesoro del valore di 400 punti. Acquisitolo accede alla terza fase, nella quale dovrà battere dei robot nel raccogliere quanti più frammenti di materiale energetico (rombi) sparsi per terra. La quarta fase da affrontare per l'umanoide è più o meno simile alla prima, con i tesori aumentati a dieci. Nella quinta fase vi sono dieci fortezze con un tesoro custodito in ciascuna di esse. L'umanoide deve penetrare al loro interno per prenderli, frattanto evitando un letale campo magnetico generato all'esterno.
Superata anche l'ultima parte, il giocatore ripete la sessione a una difficoltà via via maggiore. Infine, dopo avere esaurito tutte le vite ottiene  un voto di prestazione tra medio, buono, molto buono, eccellente e straordinario.